# Клопце (Жужемберк)
Клопце (словен. Klopce) је насељено место у општини Жужемберк, регија Југоисточна Словенија, Словенија.

## Историја
До територијалне реорганизације у Словенији било је у саставу старе општине Ново Место.

## Становништво
У попису становништва из 2011. године, Клопце је имало 5 становника.
| Број становника према пописима | Број становника према пописима | Број становника према пописима |
| ------------------------------ | ------------------------------ | ------------------------------ |
| 1991                           | 2002                           | 2011                           |
| 7                              | 6                              | 5                              |

Напомена: Године 2011. извршена је мања размена територија између насеља Клопце и Лашче.